# Hebridochernes caledonicus
Hebridochernes caledonicus är en spindeldjursart som beskrevs av Beier 1964. Hebridochernes caledonicus ingår i släktet Hebridochernes och familjen blindklokrypare. Inga underarter finns listade i Catalogue of Life.